# Gewog di Semjong
Il gewog di Semjong è uno dei dodici raggruppamenti di villaggi del distretto di Tsirang, nella regione Centrale, in Bhutan.